# 春日娘子
春日娘子（かすがのいらつめ、生没年不詳）は、武烈天皇の皇后。ただし、古事記には記載が無い。父母共に未詳で、子女無し。出自が全く不明で、「春日」という名前から想像して和珥氏縁の女性かと思われる程度である。尚、父が未詳の皇后は、史上春日娘子ただ一人である。
武烈天皇元年3月2日に、武烈天皇の皇后に立后された。

## 系譜
- 父：未詳
- 母：未詳
- 夫：武烈天皇

| スタブアイコン | サブスタブ | この項目は、まだ閲覧者の調べものの参照としては役立たない、人物に関連した書きかけの項目です。この項目を加筆・訂正などしてくださる協力者を求めています（P:人物伝/PJ:人物伝）。 |